# NGC 4823
NGC 4823 је лентикуларна галаксија у сазвежђу Девица која се налази на NGC листи објеката дубоког неба.
Деклинација објекта је - 13° 41' 54" а ректасцензија 12h 57m 25,6s. Привидна величина (магнитуда) објекта NGC 4823 износи 14,7 а фотографска магнитуда 15,6.